# 斯坦利 (明尼蘇達州)
斯坦利（英語：Stanley）是位於美國明尼蘇達州伊善提縣伊善提鎮區的一個非建制地區。

## 地理
斯坦利所處的海拔為高於海平面299米（即981英呎），而該地所採用的時區為UTC-6，即北美中部時區（CST）。同時該地設有夏令時間，為UTC-6調快一小時，即UTC-5（CDT）。